# كفر قاسم
كفر قاسم هي مدينة فلسطينية داخل ما يسمى بالخط الأخضر اليوم، أي داخل حدود عام 1948، تقع في قلب البلاد على جبل بارتفاع 280 متراً فوق سطح البحر من جبال نابلس السفلى، على بعد 18 كم شرقي مدينة يافا، تل أبيب اليوم، و11 كم شمال شرقي ملبس، بيتاح تكفا اليوم، وعلى بعد 48 كم من مدينة نابلس. وتبعد القدس عنها 48 كم جغرافيا، والرملة 21 كم، وحيفا 115 كم.
كفر قاسم هي من التجمعات العربية الحدودية الواقعة غربي الخط الأخضر، وهذا بالإضافة إلى كونها أحد تجمعات منطقة المثلث الجنوبي، وهي آخر بلدة عربية في المثلث ولواء المركز؛ تفصل بين منطقة الرملة وملبس (بتاح تكفا) وتمتاز بمفترقها (مفرق كسم) باعتباره من أكبر مفترقات إسرائيل، وهو يفصل كفر برا ورأس العين وبتاح تكفا وحورشيم عن أراضي البلدة. أراضي البلدة مكوّنة من سهول خفيفة وبعض الوديان كوادي أبو محمد في مدخل البلدة. معظم سكان الواد بدو وغالبية باقي البلدة متمركزة على قمم الجبال، وبذلك استغلت الوديان لبناء شوارع للبلدة (مثل شارع ال24). اكتسبت البلدة أهمية استراتيجية كونها تقع على تقاطع طرق التجارة بين الشام ومصر وكذلك بين يافا ونابلس وشرق الأردن، وهذا بالإضافة إلى خصوبة أرضها وقربها من منابع نهر العوجا(القنا) الذي يصب مياهه في البحر المتوسط بالقرب من يافا وكذلك قربها من قلعة مجدل يابا. إضافة إلى ذلك، فهي تطلَ على بلدات الساحل.
اشتهرت كفر قاسم لأسباب ثلاثة: الأول حين أقام الجيش الإنجليزي معسكرًا على أراضيها الغربيّة بعد أن وضعت الحرب العالمية الأولى أوزارها، والثاني حين دخلها الجيش العراقي بقيادة عبد الكريم قاسم واتخذها قاعدة عسكرية لقواته وخاض فيها معركة سميت فيما بعد ب«معركة كفر قاسم»، والثالث على خلفية مجزرة كفر قاسم التي ارتكبتها فرقة من حرس الحدود الإسرائيلي عندما قتل أفرادها 49 مدنياً فلسطينياً رمياً بالرصاص وهم عائدين إلى منازلهم من العمل وذلك مساء يوم الاثنين في 29 أكتوبر عام 1956م يوم العدوان الثلاثي على مصر. ومنذ ذلك اليوم يحيي سكان كفر قاسم في هذا التاريخ ذكرى المجزرة.
تحد البلدة من الشرق مستوطنة أورانيت وقرية عزون العتمة ومسحة والزاوية، ومن الغرب شارع رقم 6 ومن الشمال قرية كفر برا وجلجولية، ومن الجنوب مستوطنة رأس العين (روش هعاين)، والتي تتسع بصورة مطردة على حساب أراضي كفر قاسم. في عام 1955م صادرت الحكومة الإسرائيلية نصف الأراضي الزراعية من الجهة الغربيّة وحوّلتها إلى الكيبوتسات (القرى التعاونية اليهودية). وفي الآونة الأخيرة أخذ سكان كفر قاسم يعانون من زحمة السيارات المتجهة إلى المنطقة الصناعية التابعة لنفوذ رأس العين والتي أقيمت على أراضي كفر قاسم المصادرة وعزبة صرطة. سكانها ينتمون إلى الطائفة الإسلامية السنية -المذهب الشافعي- ويتحدثون العربية باللهجة العامية الفلسطينية. يعتمد معظم السكان في معيشتهم على العمل بالأجرة في المصانع الإسرائيلية، فيما يعتمد البعض منهم على التجارة والزراعة والصناعة الخفيفة والنقليات. فيها سبعة مساجد أقدمها مسجد أبو بكر الصديق الذي أنشئ في عهد الإمبراطورية العثمانية. كان أطفال القرية يتعلمون في الكتاتيب منذ عهد الدولة العثمانية. لكن بتاريخ 1938/09/20 أُنشئت أول مدرسة أميرية في كفر قاسم وبدأ التلاميذ ينتظمون في دراستهم بإشراف أحد المعلمين من مدينة نابلس ويدعى نور الدين الحنبلي. (من مذكّرات الحاج القيم) واليوم أصبح عدد المدارس الابتدائية سبع مدارس، أقدمها مدرسة الغزالي، ومدرستان إعداديتان وثلاث مدارس ثانوية ومدرسة واحدة للتعليم الخاص. ويُقام فيها سوق كبير أيام السبت كل أسبوع. وافتتحت على أراضيها المحاذية لرأس العين، مؤخّرًا منطقة صناعيّة ضخمة تابعة من حيث النفوذ لبلديّة كفر قاسم ولكنّ تعود ملكيّة المصانع فيها للشركات الإسرائيلية.
أصبحت كفر قاسم مدينة في سنة 1958. صُنفت البلدة في العنقود الاجتماعي-الاقتصادي 3 (من 10) علام 2019. عدد سكانها، صحيح لعام 2021، هو 24,757 نسمة، 12,683 من الرجال و12,074 من النساء. نسبة المسلمين من مجمل سكان البلدة تبلغ 99.9%. معدل الخصوبة في البلدة (معدل عدد الأطفال لكل امرأة)، صحيح لعام 2021، هو 2.81. صحيح لذات السنة، فإن الهجرة الكلية إلى البلدة إيجابية، ومساوية ل1 (أي الفرق بين المهاجرين إلى البلدة والخارجين منها).
بلغ عدد الطلاب في البلدة 6181 طالبًا في السنة الدراسية 2020-2021، وفي ذات السنة الدراسية بلغت نسبة الطلاب المتسربين من التعليم %0.63. نسبة حاملي شهادة البجروت من بين طلاب الصف الثاني عشر لذات السنة هي 64.9%. نسبة الطلاب الأكاديميين في البلدة هي 3%. في البلدة 12 مدرسة، و247 صفًا.
وصلت نسبة التصويت للانتخابات الحلية في عام 2018 إلى 92.3%. وعدد أعضاء البلدية، صحيح لعام 2021، هو 13 عضو. أما عن معدّل الدخل الشهري، صحيح لسنة 2019، فهو 6,392 شيكل.

## نبذة تاريخية
كفر قاسم تلقب ب«مدينة الشهداء». أسست مدينة كفر قاسم الحالية في القرن السابع عشر، أي أن عمر البلد يناهز 300 سنة، وسميت بهذا الاسم نسبة إلى مؤسسها الأول «الشيخ قاسم» وهو أحد سكّان قرية مسحة المجاورة والذي سكنها واتخذها مقرًّا لإقامته لزراعة أراضيها التي كانت جزءًا لا يتجزأ من أراضي قرية مسحة وقليل منها لأهالي القرى الأخرى منها الزاوية وصرطة. أولى العائلات الأولى التي أسستها جاءت من مختلف مناطق فلسطين وخاصة من قرية مسحة وحلحول وقرية حجّة وقلقيلية وغيرها ثم وفدت إليها عائلات بدويّة في سبعينات وثمانينات القرن الماضي. و«كَفر» تعني القرية، فأصبحت تعرف باسم «كَفر قاسم» أي قرية قاسم، إلا أن الكثير من المصادر تشير أن مكان البلدة لم يكن بورا أو متروكا، إذ يوجد في أنحائها آثار تعود إلى العصر الروماني ودولة الغساسنة القديمة. في عام 1917م بعد الحرب العالمية الأولى، صارت كفر قاسم وسائر أرض فلسطين خاضعة للانتداب البريطاني، بعد هزيمة الدولة العثمانيّة وانسحاب الجيش التركي، فاقتطع الجيش البريطاني مساحة واسعة من أراضيها الزراعية وأقام فيها معسكرًا لتجميع معدّاته العسكريّة الثقيلة عرف باسم «الكامب» ولا زالت بعض مبانيه قائمة حتى اليوم. دخلها الجيش العراقي يوم 1948/5/31 بقيادة المقدّم عبد الكريم قاسم حيث خاض معركة سميت فيما بعد باسم معركة «كفر قاسم» واستبسل فيها إذ استطاع إرجاع الأراضي التي احتلت وخاصة بيارات البرتقال وسهول كفر قاسم. مكث عبد الكريم قاسم فيها ما يقارب سنة كاملة واستغل هدنة وقف إطلاق النار ليعمل خلالها على هدم الأزقّة وفتح الشوارع وتنظيم بناء البيوت، وأقام متنزه عام وسط القرية. (وأطلقت البلدية فيما بعد اسم عبد الكريم قاسم على أحد الشوارع الرئيسية في المدينة). كانت تربطه صداقة حميمة بمختار القرية آنذاك «وديع صرصور»، لكن غادرها بعد أن جاء أمر الانسحاب من القيادة العسكرية في بغداد، وتمّ تسليمها للجيش الأردني. وقد عرفت كفر قاسم بأنها البلدة التي توقف عندها تقدم الجيش الإسرائيلي الذي احتل القرى العربية من ناحية الجنوب خلال حرب 1948، ومن ثم ضمت إلى سلمًا إسرائيل سنة 1949 بموجب معاهدة رودوس مع المملكة الأردنية، فانسحب منها الجيش الأردني ودخلها الجيش الإسرائيلي دون حرب في 1949/05/06م ويقول الحاج القيم في مذكّراته: «استلم الجيش الإسرائيلي منطقة المثلث وطلب القائد العسكري من المختار وديع أحمد أبو ديّة إحصاء الانفس بما فيهم من خرج إلى الأردن -المنطقة الغربية- وكان عدد هؤلاء الراحلين 250 نفسًا وعدد الباقين 1631 فردًا ومنذ هذا التاريخ انتهى الدعاء على المنابر للملك عبد الله بن الحسين». ظلت كفر قاسم خاضعة للحكم العسكري المباشر حتى سنة 1959م. وتشكّل أول مجلس في البلدة سنة 1959 م، وظلت رئاسة البلدية تتداول بين العائلتين الكبيرتين صرصور وعيسى حتى انتخابات شهر نوفمبر 2013 إذ خسرتا المنافسة الأخيرة بعد تحالف عائلة بدير مع الحركة الإسلامية وعائلات أخرى. ويقف اليوم على رأس البلدية المحامي عادل بدير بتحالف ضم الحركة الإسلامية والكثير من الكتل العائلية. ازدهرت المدينة وافتتحت فيها المدارس وعبّدت الشوارع والأرصفة وافتتح خطّان للحافلات فتم تسهيل حركة التنقل إلى المدن المختلفة وخصوصًا مدينة ملبس (بِتاح تكفا) وقلّت نسبة البطالة وقد شهدت المدينة ثورة عمرانية واسعة في السنوات الخمسة الأخيرة لم تشهدها البلدة من قبل. فقد افتتحت البلدية مدخلاً جديدًا بعد انتظار طويل من الجهة الغربيّة مما زادها رونقًا وبهاءً. ينتمي إلى كفر قاسم المؤرخ الحاج القيم طه والشيخ عبد الله نمر درويش وعضو الكنيست إبراهيم صرصور والشاعر علا عيسى والصحافي مجد صرصور والكاتب نعمان إسماعيل عبد القادر ولاعب كرة القدم وليد بدير والرسام عبد التمام طه والمفكّر البروفسور إبراهيم أبو جابر. يبلغ عدد سكانها اليوم (2012) ما يقارب 22 ألف نسمة، وتحتوي كفر قاسم على سبعة مساجد وهي:
1. مسجد أبو بكر الصديق
2. مسجد عمر بن الخطاب
3. مسجد عثمان بن عفان
4. مسجد علي بن أبي طالب
5. مسجد صلاح الدين
6. مسجد بلال بن رباح
7. مسجد الشهداء

## مذبحة كفر قاسم
حدثت هذ المجزرة الرهيبة مساء يوم الاثنين في 29 أكتوبر 1956م والتي قُتل فيها 49 من المدنيين العزل على أيدي حرس الحدود الإسرائيلي حين أعلن نظام منع التجول، وكان الناس حينها في أماكن عملهم خارج القرية، حيث تمّ تطويق القرية وأُقيمت الحواجز العسكرية على مداخل القرية في منطقة تدعى باسم «الفلماية»، وانتشرت الدوريات العسكريّة في الشوارع، وتم توقيف كل إنسان عاد في ذلك اليوم إلى بيته سواءً كان ماشيًا أو مع أغنامه أو راكبًا وقتله بدم بارد. وكان القتل جماعيًّا حيث أوقف الجنود السيارات التي تنقل العمال والعاملات وأجبروهم على النزول منها وتمت تصفيتهم دون رحمة، فقتل الرجال والنساء والأطفال والشيوخ. وتمّ دفنهم في اليوم التالي على أيدي مواطنين جلبهم الجنود من قرية جلجولية المجاورة. وقد كشف النقاب فيما بعد عن خطة لترحيل العرب من منطقة المثلث أطلق عليها اسم الخلد. وفي هذا التاريخ من كل عام يحيي أبناء البلدة ذكرى المجزرة وأصبح هذا اليوم عطلة رسمية ويوم حداد على الشهداء. وأقامت البلدية نصبًا تذكاريًّا في نفس المكان الذي قتلوا فيه ومسجدًا يسمى بمسجد الشهداء ومتحفًا خاصًا لتخليد ذكراهم. ومن الجدير ذكره أنه تمّ تقديم بعض المسؤولين عن المذبحة وتمّت تبرئتهم جميعًا إلا واحد حيث غُرّم بقرش واحد. وصار مثلاً يضرب: «قرش شدمي».

### النصب التذكاري
تكللت الطريق لإقامة النصب التذكاري لشهداء مجزرة كفر قاسم صعوبات عده ومشاكل عديدة وتخوفات.
بدأ الحديث عن نصب تذكاري للشهداء عام 1959, حيث كان أهالي القرية يجتمعون عند المسجد الكبير يتذمرون ويتساءلون لماذا لا يكون نصب تذكاري لشهداء هذه المجزرة الرهيبة. تمّ النقش على حجر وضع على الطرف الجنوبي للمسجد القديم (أبو بكر) وقد كُتب على الحجر: لا إله إلا الله محمد رسول الله، بسم الله الرحمن الرحيم، إحياء ذكرى مجزرة كفر قاسم، الفاتحة، 1956/10/29، وكان هذا أول نصب تذكاري لأرواح الشهداء، لكن هذا النقش والتذكار لم يدم طويلا، ففي الستينات تم هدم جدار المسجد الذي وضع عليه الحجر، ولم يتم الحصول على الحجر حتى اليوم.
في السنوات الأولى بعد المجزرة الرهيبة عاش أهالي البلدة حالة من الذعر والتخوفات حيث أن المسيرات لإحياء ذكرى المجزرة لم تكن قوية ولا تحتوي على أعداد كبيرة من الناس.
بدأ الحديث الفعلي عن إقامة نصب تذكاري عام 1966 أي في الذكرى العاشرة للمجزرة حيث أخذت هذه الذكرى صخبا كبيرا ووقعا مؤثرا وكان للشاعر محمود الدسوقي وتوفيق زياد وعثمان أبو راس دورا هاما في إحياء هذه الذكرى، وممن قاد المسيرة وقتها: أبو ناصر، عبد الله داؤود (أبو عازم)، صالح خليل عيسى (أبو الوليد)، محمود النفيسة، أبو عدنان ومحمود عزات. وهذه أول مسيره يكون فيها «ميكروفون يد». في هذا الوضع الحماسي تعالت أصوات الناس تنادي بإقامة نصب تذكاري يليق بشهداء المجزرة. بدأ العمل الجدي حيث تم اقتراح التصميم وبدأ جمع التبرعات، تم عقد اجتماع للبدء في إقامة النصب، أحضر التصميم الأولي للنصب التذكاري وفيه: مدرج النصب 40-60 م فوقه يجب أن يصعد أحد أبناء الشهداء ويوقد شعلة تحت رسم من معادن لأسلحة تقليدية متكسرة، قام أبو ناصر بجمع التواقيع للموافقة على إقامة نصب تذكاري، وتم إرسال 226 توقيع للمجلس المحلي وبعدها اختفت هذه التواقيع. بعدها حضر توفيق طوبي، غازي شبيطه، دافيد ارنفليلد مع التصميم من جبس وشرحوا عنه وكانت التكاليف المقدرة لإقامة النصب حوالي 200 ليرة، هذا عدا عن قطعة الأرض، فقد اقترحوا أن تكون الأرض في رأس الطبقة (موقع المتحف اليوم) واتفقوا أن يستمر الاتصال للعمل على إقامة النصب التذكاري.
لكن سنة 1967 نشبت حرب الأيام الستة فتناسى الناس قضية النصب التذكاري واستمر الوضع هكذا حتى عام 1976, أي الذكرى العشرين للمجزرة، عندما اقتربت الذكرى العشرين بدأ الحديث بشكل جدي عن إقامة النصب التذكاري وإعطاء هذه الذكرى قيمتها وحقها، بدأ العمل وتشكيل لجنة وإرسال دعوات لرؤساء بلديات وشخصيات وطنية، بعد الاجتماع تم الاتفاق على كتابة أسماء الشهداء مع ذكر أعمارهم، في البداية رفض المجلس هذا الاقتراح لأنه يكلف 5000 ليرة، تم جمع التبرعات من البلدة وخارجها وكان العمل على إقامة النصب التذكاري وإحياء الذكرى العشرين على حد سواء، تم تجهيز النصب التذكاري في منطقة نابلس.
تبنى المجلس المحلي الأمر بعد أن أصبح واقعا واضطر لإصدار بيان بالموضوع، تمّ الاتفاق على إعداد النصب التذكاري قبل ذكرى المجزرة بخمسة أيام. دعا المجلس المحلي الأهالي للحضور واستقبال الضيوف، اندفع الناس بحماس، عملوا وتطوعوا في إقامة المنصة والنصب التذكاري. غطي النصب التذكاري ووضعت عليه حراسة طوال يوم الذكرى وتم تركيب اللافتات واللاصقات وتم تنظيم المهرجان بالشكل المناسب، وفيه تم إزاحة الستار عن النصب التذكاري، حضر المهرجان في الذكرى العشرين حوالي 20 ألف شخص، وقد أصبح النصب وبحمد الله حقيقة واقعة، وبعد عام 1977 تم تسييج النصب التذكاري بالحديد.

## العائلات في المدينة

### الحمائل الكبيرة[5]
| عيسى   | يجمع الكثير من شيوخ العائلة أنهم حجازيون، استوطنوا حلحول (من ديار الخليل اليوم) فترة من الزمان، ثم هاجر الشيخ عيسى مع ولد من أولاده شمالاً حتى وصل قرية (مِسْحه) وسكن بالقرب منها في منطقة تسمى (الجرف) في خيام له مع ما يملكه من مواشي. ويرى بعض كبار السن في عائلة عيسى أن الشيخ عيسى كان تاجراً معروفاً في منطقة الخليل من حمولة القراجات ويعود نسب القراجات إلى الرفاعي في سوريا وهم أبناء عمومة دار بدير في كفر قاسم |
| صرصور  | أصل دار صرصور يعود لمكان في الخليل يطلق عليه (غنيميّه الخليل)، ثم هاجروا من هناك واستقروا في قرية حجة وبعدها هاجروا إلى كفرقاسم وصرصور هي فرع من عائلة اسمها الربع في قرية حجّة وهي الاصل |
| بدير   | أبناء عمومة دار عيسى وهم ذرية بدير بن عيسى، وقد غادر نسل بدير قرية مسحه لكفر قاسم، في نفس الوقت الذي غادره أقاربهم من عيسى، وقد حصل نسل بدير على ميراث لهم في أرض كفر قاسم، ووزعوه فيما بينهم |
| عامر   | هم يمنيون من منطقة جبل عتمة في اليمن، ويعود أصلهم لفترة ما بعد الحروب الصليبية |
| طه     | يعود أصل دار طه إلى شخص يقال له سلامة العليمي، حجازي والعليمي هذا هو أساس شجرة دار طه. سكن العليمي بقاع الجنوب من فلسطين حتى استقر اخيراً في تل الصافي. ويقال ان قسماً من العائله سكن واستقر فيها أما الآخرون فهاجروا شمالاً حتى وصلوا قرية مسحه،(في القرن الثامن عشر تقريباً) والذين وصلوا مسحه انقسموا أيضاً فجزء منهم تابع المشوار شمالاً صوب الجليل                                                                    |
| فريج   | يقال أن فريج قدموا من بلدة قلقيلية / لواء طولكرم في القرن التاسع عشر الماضي، فاستوطنوا القرية |
| بدوي   | هم فخذ من آل الحويطات بالنقب |
| الطوري | تعد حمولة الطوري في كفر قاسم من أكبر العائلات البدوية، التي وصلت القرية واستقرت فيها .وجاءت هجرة هذه البطون في الستينات تقريباً بشكل غير منتظم فتوالت حتى الثمانينات الطوري تعود لشخص يدعى (سالم الحربي)، حجازي، هاجر من بلاد الحجاز وسكن قرب جبل الطور في سيناء وبطون الحمولة في كفر قاسم هم 1ـ أبو جابر / الجوابرة 2ـ أبو زايد                                                                                      |

### عائلات البلدة
1. عائلة عيسى
2. عائلة صرصور
3. عائلة بدير
4. عائلة عامر
5. عائلة فريج
6. عائلة طه
7. عائلة بدوي
8. عائلة الرابي
9. عائلة أبو جابر
10. عائلة مرعب
11. عائلة العقيلي
12. عائلة أبو زايد
13. عائلة أبو بلال
14. عائلة أبو صعلوك
15. عائلة أبو جعفر
16. عائلة ابن بري
17. عائلة عودة
18. عائلة داؤود
19. عائلة أبو سبيت
20. عائلة أبو فاضل
21. عائلات صغيرة أخرى

## الأماكن التاريخية
1. مقام النبي حتا- سمي هذا المقام نسبة إلى المكان الواقع فيه وهو خربة كفر حتّا، ويقع في السهول الشمالية الغربيّة من البلدة وهو خربة رومانيّة قديمة. وكان المقام سابقًا عبارة عن رجم تحت شجرة سدر كبيرة، تمّ ترميمه في الثمانينات من القرن الماضي. ويقال إن اسمه متّى الذي ذُكر في الإنجيل، لكن ترجح أغلب الروايات إلى أنه مقام لرجل صالح من تابعي التابعين يقال له الزبيري من سلالة الزبير بن العوام. وتشير بعض الروايات الأخرى إلى أن عمر المقام لا يزيد عن 700 عام. واعتاد سابقًا القرويون في هذه المنطقة على وضع علب الكبريت والزيت وإضاءة القناديل فوق الضريح املاً في جلب البركة.
2. خربة كفر حتا- Capher etea - أورد الدباغ في موسوعته ما يلي: «ومن المواقع الأثرية التي تقع في ظاهر كفر قاسم، البقعة التي تقوم عليه قرية (Capher etea) في العهد الروماني. وموقعها اليوم يقع في الشمال الغربي من كفر قاسم، ويعرف باسم (خربة كفر حطّا أو النبي حتّا. تحتوي هذه الخربة على عقود (الحبس) وأبنية مهدومة وأساسات وصهاريج وبركة ومغارة، وترتفع كفر حتّا 50 مترًا عن سطح البحر». (مصطفى الدبّاغ، ج:3 ص 405)
3. مقام الشيخ عبد الحافظ - يقع في وسط البلدة قرب بركة العامود. ويقال إنه مقام لأحد الأولياء الصالحين الذين استشهدوا في جيش صلاح الدين الأيوبي.
4. مقام الشيخ محمد التركي- يقع في الجهة الشمالية من البلدة، وهو ضريح لأحد العلماء الاتراك الذين درسوا الدين الإسلامي واللغة العربيّة وطافوا بين القرى للتوعية ونشر الدين من جديد بين القرويين. عاش محمد التركي في تلك المنطقة في أواخر القرن الثامن عشر وأوائل القرن التاسع عشر وتوفي فيها. بتاريخ 20 يونيو 2010 تم إقامة الضريح من جديد.
5. بركة العامود- هي خزان مياه صخري هائل حفره اليونانيون القدماء - الإغريق- من أجل تجميع مياه الأمطار فيه لتظلّ متوفّرة طوال أيام السنة، ومن أجل زراعة الأرض وتزويد السكان ومواشيهم بالمياه. تقع البركة في الأحياء الجنوبيّة. وقد تمّ ردمها بالتراب في نهاية السبعينات من القرن الماضي لتشكيلها خطرًا على حياة الناس. وأقيمت فوقها حديقة عامة.
6. المحفور- هو جرن كبير جدّا صنعه الإنسان على مدار آلاف السنين وذلك بسبب طبيعة تربته المكوّنة من الطين الأبيض الجيري والذي استعمل في الماضي كمادّة جيّدة في بناء البيوت وتشييدها وصناعة الطوابين وتشييد الآبار وصناعة الخزف والفخّار. ولهذا السبب فقد اعتبر المحفور منجمًا طبيعيًّا أساسيًّا يزوّد جميع القرى والمدن المجاورة بهذه المادة لعدم وجود مادة الفحم الحجري الذي يدخل في صناعة الاسمنت. وظلّت تربة المحفور المصدر الوحيد للبناء في المنطقة إلى أن تم استبدالها بالأسمنت والاستغناء عنها. ويقع المحفور في الجهة الشمالية من مدينة كفر قاسم قرب مسجد صلاح الدين. ولكن تم ردمه في ثمانينات القرن الماضي بكتل صخرية وبقايا مواد البناء وكميات كبيرة من التراب وتمّ تسويته بالأرض.
7. المزلقان - هو عبارة محطّة تحتوي على بيوت أثرية قديمة كانت في الماضي تتجمع فيها قوافل الحجاج وقوافل التجار المتجهة إلى مصر والشام وذلك لقربه من خان جلجولية ومنابع نهر العوجا ومحطة سكة الحديد القادمة من استانبول. وبعد أن احتلّ الإنجليز البلاد عام 1917م، أقاموا معسكرًا كبيرًا لجيشهم ضمّ أجزاء كبيرة من الأراضي إلا أن منطقة المزلقان ظلّت خارجه. في ثلاثينات القرن الماضي افتتح خط باصات لنقل المسافرين يبدأ من يافا ويمرّ بجميع القرى ثمّ ينتهي بطولكرم وبالعكس. لهذا فقد أصبحت منطقة المزلقان محطة يتجمع فيها أهل القرى في انتظار الباص الذي ظلّ يعمل حتى جلاء الإنجليز عام 1948، ولكن في ثمانينات القرن الماضي، هدمت مباني المزلقان ولم يعد لها أثر يُذكر، وفي مكانها تمّ إنشاء جسر ضخم ومفترق طرق هام أطلق عليه اسم مفترق كيسم تحريفًا لكلمة قاسم وهي الجزء الثاني من كفر قاسم. وسمي المزلقان لأنه يقع في منطقة كانت تعتبر عند جميع سكان الشام منطقة محظوظة بمياهها وخصوبة أرضها واعتدال مناخها، لهذا فقد أطلق عليها العرب القدماء اسم - الميزان كان- ومع مرور الوقت فقد أشتقت هاتين الكلمتين كلمة المزلقان. وكان المزلقان مدخل قرية كفر قاسم الوحيد من الجهة الغربية في الزمن الماضي. ولما وقعت مجزرة كفر قاسم قام الجنود بتجميع جثث الشهداء من أطراف القرية ووضعوها في شاحنة كبيرة وتم نقلهم إلى منطقة المزلقان حيث ألقوهم قرب المباني الأثرية بغية التعرّف عليهم.
8. قرنة الغساسنة - هي منطقة أثرية تقع بالقرب من حارة عبد الله السارة في الجهة الجنوبية الغربية في كفر قاسم بناها العرب الغساسنة قبل الإسلام والذين أقاموا دولتهم في بلاد الشام وكانت موالية للإمبراطورية الرومانية. ويقال إنها كانت قرية عربية أقيمت لتكون مصيفًا لملوك الغساسنة.
9. وادي العرب - هو وادٍ تجري فيه مياه الأمطار والسيول التي تتجمع من جميع أنحاء المنطقة ابتداءً من نابلس وجبالها مرورًا بالقرى إلى أن تصب في نهر العوجا. وهذا الوادي كان الحد الفاصل بين أراضي كفر قاسم وأراضي قريتي الزاوية ودير بلوط. وقد تم تسميته بالعبرية باسم وادي رابا تحريفًا لاسم وادي العرب.
10. عزبة صرطة - في عهد الدولة العثمانية، فام بعض السكان من قريتي صرطة ومسحة بشراء مساحات من أراضي في كفر قاسم في المنطقة الجنوبية الغربية، وسكنوها بعد أن أقاموا فيها عزبة ثم أصبحوا جزءًا من سكان كفر قاسم. وبلغ عدد العائلات فيها قبل عام 1948 عشرين عائلة. لكن في حرب عام 1948 تمّ تدمير هذه العزبة بالكامل فلجأ قسم من أهلها إلى داخل كفر قاسم وهاجر القسم الآخر إلى الضفة الغربيّة. ولم يسمح لأهلها بالعودة إليها بعد أن وضعت الحرب أوزارها. يقول الدكتور إبراهيم أبو جابر في كتابه، كفر قاسم الماضي والحاضر (2001):«والزائر لعزبة صرطة قبل إقامة المنطقة الصناعية التابعة لنفوذ رأس العين عليها وقبل بدء الحفريات فيها وتغيير الطابع التبوغرافي في تسعينات القرن الماضي، يشاهد المنازل المدمرة والمبنية أساسًا من الباطون المطعم بالحصى، وكذلك آبار المياه وأماكن عصر الزيتون، وكروم اللوز والتين والصبر البلدي والأرض الواسعة المزروعة بأشجار الزيتون».(أبو جابر، إبراهيم. (2001) ص 28).